# William Appleton
William Archibald Appleton (31 december 1859 – 20 november 1940) was een Brits syndicalist.

## Levensloop
In 1896 werd hij verkozen tot algemeen secretaris van de Amalgamated Society of Operative Lace Makers. In 1898 werd hij verkozen in de gemeenteraad van Nottingham, een mandaat dat hij uitoefende tot 1907. Onder zijn bestuur trad deze vakcentrale toe tot de General Federation of Trade Unions (GFTU). In 1903 trad hij tot het bestuurscomité van de GFTU. In 1900 was hij daarnaast medestichter van de International Lacemakers' Federation en in 1901 werd hij aangesteld als voorzitter van de Nottingham Trades Council, een functie die eveneens uitoefende tot 1907. 
In dat jaar (1907 cfr.) werd hij verkozen tot algemeen secretaris van de GFTU in opvolging van Isaac Mitchell. Zelf werd hij in deze hoedanigheid opgevolgd door George Bell. Tevens was hij voorzitter van het Internationaal Vakverbond (IVV). Hij werd in deze hoedanigheid aangesteld in juli 1919 naar aanleiding van het wederoprichtingscongres van het IVV te Amsterdam. Toen de GFTU het IVV verliet in 1920 werd hij in deze hoedanigheid opgevolgd door zijn landgenoot Jimmy Thomas (TUC).